# Sedum debile
Sedum debile je druh rostliny z čeledi tlusticovité. Je to sukulentní vytrvalá bylina se žlutými pětičetnými květy. Vyskytuje se v západních oblastech USA, kde roste na výslunných skalnatých stanovištích ve vyšších, horských polohách.

## Popis
Sedum debile je vytrvalá, lysá, sukulentní bylina s poléhavým, větveným, na konci vystoupavým stonkem. Listy jsou dužnaté, vstřícné, křižmostojné, přisedlé, bledě zelené, někdy růžově nebo červeně nabíhající. Květy jsou pětičetné, uspořádané v chudokvětých vrcholících. Kališní lístky jsou bledě zelené, kopinaté, na bázi srostlé, na vrcholu tupé. Koruna je žlutá, složená z 5 rozestálých, elipticky kopinatých korunních lístků. Tyčinky jsou žluté. Gyneceum je apokarpní. Plodem je souplodí měchýřků.

## Rozšíření
Druh se vyskytuje v západních oblastech USA ve státech Idaho, Montana, Nevada, Oregon, Utah a Wyoming. Roste na otevřených, výslunných, skalnatých stanovištích v nadmořských výškách od 1500 až 3500 metrů.